# Trận Brumath
Trận Brumath năm 356 là một phần của các chiến dịch của Hoàng đế La Mã là Julianus chống lại các dân tộc German. Sau trận Reims, quân của Julianus truy sát một vài toán quân German qua xứ Gaule lân cận. Ngoài Brumath, một toán quân mở trận đánh với Julianus và bị Quân đội La Mã đánh bại. Tuy thương vong không cao, thất bại của quân German để gây cho các bộ lạc khác trong vùng nhụt chí, và phần nào giúp lập lại ổn định.